# Sabal Trail
Sabal Trail — трубопровід для постачання природного газу до Флориди. Станом на початок 2017 року знаходився на стадії будівництва. Sabal Trail стане третім газопроводом для постачання блакитного палива на півострів після Florida Gas Transmission (введений в експлуатацію ще в 1959 році) та Gulfstream Pipeline (2002).
Внаслідок «сланцевої революції» відбулось стрімке зростання виробництва у ряді регіонів США, зокрема на північному сході. Це нівелює потребу в поставках сюди продукції з півдня країни, для яких з середини 20 століття спорудили ряд потужних систем, зокрема, Transco. Це дозволяє розробляти нові напрямки використання системи, як то забезпечення ресурсом терміналу ЗПГ Ельба (штат Джорджія), що буде перетворений на експортний завод із зрідження газу, або нарощування поставок до Флориди. В останньому випадку реалізують проект Sabal Trail, спорудження якого стартувало у другій половині 2016 року.
Новий трубопровід буде відгалужуватись від Transco у Алабамі та прямуватиме через Джорджію до центральної Флориди, де утвориться новий газовий хаб, що включатиме також дві попередні системи. Його довжина становитиме 515 миль (86 в Алабамі, 162 у Джорджії, 268 у Флориді). П'ять компресорних станцій, що мають ввійти в дію кількома етапами до 2021 року, будуть забезпечувати транспортування понад 10 млрд м3 на рік. Основну ділянку виконають в діаметрі труб 900 мм, тоді як відгалуження до нової електростанції через округи Marion та Citrus спорудять із труб 600 мм.